# Steele City (Nebraska)
Steele City es una villa ubicada en el condado de Jefferson en el estado estadounidense de Nebraska. En el Censo de 2010 tenía una población de 61 habitantes y una densidad poblacional de 101,08 personas por km².

## Geografía
Steele City se encuentra ubicada en las coordenadas 40°2′12″N 97°1′23″O / 40.03667, -97.02306. Según la Oficina del Censo de los Estados Unidos, Steele City tiene una superficie total de 0.6 km², de la cual 0.6 km² corresponden a tierra firme y (0%) 0 km² es agua.

## Demografía
Según el censo de 2010, había 61 personas residiendo en Steele City. La densidad de población era de 101,08 hab./km². De los 61 habitantes, Steele City estaba compuesto por el 100% blancos, el 0% eran afroamericanos, el 0% eran amerindios, el 0% eran asiáticos, el 0% eran isleños del Pacífico, el 0% eran de otras razas y el 0% pertenecían a dos o más razas. Del total de la población el 0% eran hispanos o latinos de cualquier raza.